# ملكة جمال الولايات المتحدة الأمريكية 2023
ملكة جمال الولايات المتحدة الأمريكية 2023 (بالإنجليزية: Miss USA 2023)‏ هي مسابقة ملكة جمال الولايات المتحدة الأمريكية الثانية والسبعين في تاريخ مسابقة ملكة جمال الولايات المتحدة الأمريكية منذ انطلاقتها عام 1952، أقيم الحفل في 29 سبتمبر 2023 في منتجع غراند سييرا في رينو في ولاية نيفادا، في نهاية الحدث توجت نويليا فويت من ولاية يوتا ملكة جمال الولايات المتحدة الأمريكية من قبل مورغان رومانو من ولاية كارولينا الشمالية. وبذلك تحصل على أحقية تمثل بلدها الولايات المتحدة في مسابقة ملكة جمال الكون 2023.
وحصلت سافانا جانكيويتز من هاواي على المركز الثاني. تغلبت نويليا فويت البالغة من العمر 23 عاماً، على خمسين متسابقة من حاملي اللقب الولايات الأخريات. في بداية المسابقة التلفزيونية، تم تضييق المجال إلى 20 متسابقة متأهلة للتصفيات النهائية، ثم تم تقليصه إلى خمسة متسابقات فقط هن فويغت، وغانكيويتز، وياسمين دانيلز من بنسلفانيا، ولوفيا ألزاتي من تكساس، وأليكسيس لومانز من ويسكونسن، بعد ارتداء ملابس السباحة وفساتين السهرة المطلوبة.
عند سؤالها عما ستساهم به في منظمة ملكة جمال الكون باعتبارها "سفيرة للعلامة التجارية" وملكة جمال الولايات المتحدة الأمريكية في الجولة الأخيرة من الأسئلة والأجوبة، وصفت فويغت بأنها "أمريكية فنزويلية ثنائية اللغة"، ووعدت بأنها ستتواصل مع مجتمعات متنوعة في جميع أنحاء الولايات المتحدة. وكان من بين أعضاء لجنة التحكيم فيفيكا إيه فوكس، و"ربة منزل حقيقية" السابقة لوان دي ليسيبس، ومدون الفيديو الخاص بالجمال باتريك ستار.
صرحت ليلى روز الرئيسة والمديرة التنفيذية لمنظمة ملكة جمال الولايات المتحدة الأمريكية، في بيان صدر في أوائل سبتمبر/أيلول، إن المسابقة تهدف إلى تقديم "نهج حديث وتقدمي لتقليد عمره 70 عامًا". بعد التغيير الأخير للقواعد الذي نفذته منظمة ملكة جمال الكون، ظهرت في مسابقة ملكة جمال الولايات المتحدة لهذا العام أول حاملة لقب ولاية متزوجة – جوليانا مورهاوس لوكلير من ولاية ماين. لكنها لم تتقدم إلى قائمة العشرين الأوائل.

## النتائج

### المراكز النهائية
| النتائج النهائية                          | المتنافسة |
| ----------------------------------------- | --- |
| ملكة جمال الولايات المتحدة الأمريكية 2023 | - يوتا - نويليا فويت |
| الوصيفة الأولى                            | - هاواي - سافانا جانكيفيتش |
| الوصيفة الثانية                           | - ويسكونسن - ألكسيس لومانز |
| الوصيفة الثالثة                           | - بنسلفانيا - ياسمين دانيلز |
| الوصيفة الرابعة                           | - تكساس - لوفيا ألزيت |
| أفضل 20                                   | - ألاباما - صوفي بورزينسكي - أركنساس - ماكنزي هيندربرغر - كاليفورنيا - تيانا كلارك - كونيتيكت - كارلا أبونتي روكي - مقاطعة كولومبيا - كاسي بالو - فلوريدا - كارولين ديكسون - إلينوي - سامانثا إليوت - ميريلاند - سافينا موشينغ - نيفادا - جوزي ستيفنز - نيو جيرسي - دربي تشوكودي - نيو مكسيكو - بيانكا رايت § - كارولاينا الشمالية - جوردين ماكي - كارولاينا الجنوبية - كيربي إليزابيث سيلف - فرجينيا - اشلي ويليامز - واشنطن - سامانثا غاليا |

§ - تم التصويت ضمن أفضل 20 من خلال التصويت عبر الإنترنت.

### الجوائز الخاصة
| جائزة              | المتسابقة                 | المرجع. |
| ------------------ | ------------------------- | ------- |
| أفضل زي ولاية      | هاواي - سافانا جانكيفيتش  | [ 3 ]   |
| ملكة جمال اللطافة  | ألاسكا - جوردان نايلور    | [ 3 ]   |
| ملكة جمال الجاذبية | ماساتشوستس - أنيكا شارما  | [ 3 ]   |
| الأفضل في المقابلة | هاواي - سافانا جانكيفيتش  | [ 3 ]   |
| أفضل ثوب سهرة      | بنسلفانيا - ياسمين دانيلز | [ 3 ]   |
| أفضل ملابس سباحة   | تكساس - لوفيا ألزيت       | [ 3 ]   |
| جائزة التأثير      | ميسيسيبي - سيدني راسيل    | [ 3 ]   |

## الخلفية

### المكان

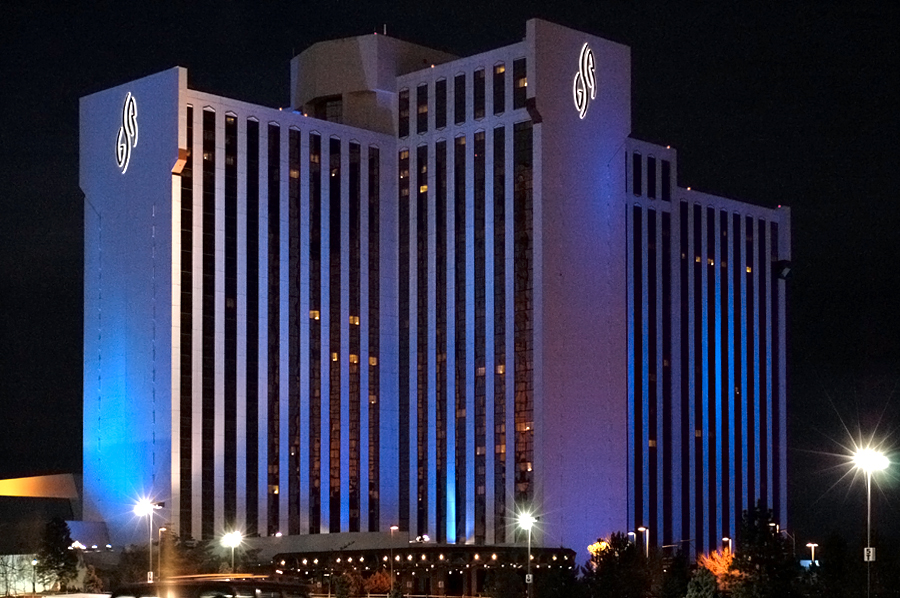
منتجع جراند سييرا في رينو ، نيفادا ، المكان المضيف لمسابقة ملكة جمال الولايات المتحدة الأمريكية 2023

في 14 يوليو 2022 أفيد أن المسابقة ستقام في رينو ، نيفادا ، مع تأمين المدينة لعقد لمدة ثلاث سنوات لاستضافة المسابقة من 2022 إلى 2024. ستكون هذه هي المرة الثالثة التي تقام فيها المسابقة في رينو ، والسنة الثانية على التوالي التي تقام فيها المسابقة في المدينة ، بعد ملكة جمال الولايات المتحدة الأمريكية 2019 و 2022. قالت رئيسة منظمة ملكة جمال الولايات المتحدة الأمريكية ، كريستل ستيوارت ، إنه تم اختيار الموقع لتكريم تشيزلي كريست ، التي توجت ملكة جمال الولايات المتحدة الأمريكية 2019 في نفس المكان وانتحرت في يناير 2022.

### اختيار المتسابقات
كما هو الحال مع العام السابق ، شاركت المتسابقات في كل ولاية بقواعد الأهلية المطبقة عليهم أن لا يتنافسوا في أكثر من ولاية واحدة في عام، ابتداءً من هذه النسخة أعلنت منظمة ملكة جمال الكون أنها ستقبل سيدات المتزوجات والأمهات للتنافس في المسابقة ما لم تكن الأهلية أقل من 28 عامًا.
يتم اختيار المتسابقات من الولايات الخمسين ومقاطعة كولومبيا في مسابقات الولاية التي بدأت في سبتمبر 2022 ومن المقرر أن تنتهي في أغسطس 2023 ، حيث يمكن أن يصبح جدول مسابقة الولاية كثيفًا للغاية بين آخر مسابقة ملكة للولاية تقام من عام 2022. أول مسابقة ملكة للولاية كانت ولاية أيداهو ، الذي أقيمت في 11 سبتمبر 2022. كان أحد حاملي لقب ملكة جمال مراهقات الولايات المتحدة الأمريكية فائزة سابقة بمسابقة ملكة جمال مراهقات الولايات المتحدة الأمريكية وآخر كانت فائزة سابقة بمسابقة ملكة جمال أمريكا.

## المتسابقات
حتى تاريخ 06 أغسطس 2023 ، تم تتويج 51 من حامللات القاب الولايات.
| الولاية            | اسم المتسابقة        | تاريخ التتويج  | العمر | بلد المنشأ     | المركز                                    | ملاحظات |
| ------------------ | -------------------- | -------------- | ----- | -------------- | ----------------------------------------- | --- |
| ألاباما            | صوفي بورزينسكي       | 28 يناير 2023  | 21    | أوبورن         | أفضل 20                                   | |
| ألاسكا             | جوردان نايلور        | 14 يناير 2023  | 25    | أنكوريج        |                                           | سابقًا ملكة جمال مراهقات ألاسكا المتميزة 2012                                                                                                   |
| أريزونا            | كانداس كانافيل       | 29 مايو 2023   | 27    | تمبي           |                                           | |
| أركنساس            | ماكنزي هيندربرغر     | 30 أبريل 2023  | 24    | فارمنغتون      | أفضل 20                                   | ملكة جمال مراهقات أركنساس الولايات المتحدة الأمريكية 2018                                                                                      |
| كاليفورنيا         | تيانا كلارك          | 18 يونيو 2023  | 27    | بيرريس         | أفضل 20                                   | |
| كولورادو           | أريانا ليموس         | 16 يوليو 2023  | 27    | غونيسون        |                                           | |
| كونيتيكت           | كارلا روكي           | 16 أبريل 2023  | 27    | برانفورد       | أفضل 20                                   | سابقًا ملكة جمال كونيكتيكت العالمية 2019 |
| ديلاوير            | نوا ميلز             | 30 أبريل 2023  | 25    | ميلدتاون       |                                           | |
| مقاطعة كولومبيا    | كاسي بالو            | 15 أبريل 2023  | 25    | واشنطن العاصمة | أفضل 20                                   | |
| فلوريدا            | كارولين ديكسون       | 14 مايو 2023   | 25    | بالم هاربور    | أفضل 20                                   | |
| جورجيا             | راشيل روساو          | 21 نوفمبر 2022 | 24    | أتلانتا        |                                           | |
| هاواي              | سافانا جانكيفيتش     | 15 يناير 2023  | 27    | ويليا          | الوصيفة الأولى                            | سابقًا جوهرة الجاليات الفلبينية في الخارج 2017 في مسابقة جوهرة الفلبين 2017                                                                     |
| أيداهو             | هانا منزنر           | 11 سبتمبر 2022 | 27    | بويسي          |                                           | سابقا ملكة جمال مراهقات أيداهو الولايات المتحدة الأمريكية 2014                                                                                 |
| إلينوي             | سامانثا إليوت        | 28 مايو 2023   | 22    | فري بورت       | أفضل 20                                   | |
| إنديانا            | هالي جوردان          | 17 يوليو 2023  | 25    | سنتر إنديانا   |                                           | |
| أيوا               | غريس كيلر            | 24 يونيو 2023  | 24    | كورالفيل       |                                           | سابقًا ملكة جمال أيوا 2021 |
| كانساس             | هالي بيرغر           | 18 يونيو 2023  | 22    | لورانس         |                                           | |
| كنتاكي             | مادالين كينيت        | 25 فبراير 2023 | 21    | ليكسينغتون     |                                           | |
| لويزيانا           | سيلفيا ماسترز        | 04 فبراير 2023 | 27    | هوما           |                                           | |
| مين                | جوليانا مورهاوس      | 20 نوفمبر 2022 | 23    | بورتلاند       |                                           | ابنة لين جينكينز مورهاوس ، ملكة جمال كارولاينا الشمالية الولايات المتحدة الأمريكية 1994                                                        |
| ماريلاند           | سافينا موشينغ        | 02 أبريل 2023  | 26    | جيرمانتاون     | أفضل 20                                   | سابقًا ملكة جمال زامبيا فوق الوطنية 2022 |
| ماساتشوستس         | أنيكا شارما          | 29 يناير 2023  | 22    | نيوتن          |                                           | سابقًا ملكة جمال مراهقات ماساتشوستس الولايات المتحدة الأمريكية 2020                                                                             |
| ميشيغان            | الكسيس فاغان ويليامز | 03 يونيو 2023  | 22    | ديترويت        |                                           | |
| مينيسوتا           | سارة أندرسون         | 30 يوليو 2023  | 20    | مابل غروف      |                                           | |
| ميسيسيبي           | سيدني راسيل          | 01 أبريل 2023  | 24    | كولينسفيل      |                                           | |
| ميزوري             | أوتم بلاك            | 21 مايو 2023   | 24    | كانساس سيتي    |                                           | |
| مونتانا            | ماديسون ليلي ريغ     | 07 مايو 2023   | 26    | كاليسبيل       |                                           | سابقًا ملكة جمال مراهقات مونتانا الولايات المتحدة الأمريكية 2014                                                                                |
| نبراسكا            | ميمي وود             | 26 فبراير 2023 | 23    | أوماها         |                                           | |
| نيفادا             | جوزي ستيفنز          | 25 يونيو 2023  | 28    | فالون          | أفضل 20                                   | |
| نيو هامبشير        | بريتني لين           | 19 فبراير 2023 | 26    | هوكسيت         |                                           | |
| نيو جيرسي          | دربي تشوكودي         | 19 مارس 2023   | 25    | هوبوكين        | أفضل 20                                   | |
| نيو مكسيكو         | بيانكا رايت          | 04 يونيو 2023  | 28    | أنتوني         | أفضل 20                                   | |
| نيويورك            | راشيل دي ستاسيو      | 06 أغسطس 2023  | 26    | نيويورك        |                                           | |
| كارولاينا الشمالية | جوردين ماكي          | 25 فبراير 2023 | 25    | شارلوت         | أفضل 20                                   | |
| داكوتا الشمالية    | موني نياربو          | 11 يونيو 2023  | 27    | غراند فوركس    |                                           | |
| أوهايو             | ماكنزي شوت           | 20 مايو 2023   | 27    | ويسترفيل       |                                           | |
| أوكلاهوما          | ليف والبيك           | 26 مارس 2023   | 21    | نورمان         |                                           | |
| أوريغون            | مانجو بنغالور        | 15 أكتوبر 2022 | 25    | كورفاليس       |                                           | سابقًا ملكة جمال أوريغون العالمية 2020 وملكة جمال كاليفورنيا العالمية 2019                                                                      |
| بنسيلفانيا         | ياسمين دانيلز        | 16 أبريل 2023  | 26    | كوليجفيل       | الوصيفة الثالثة                           | سابقًا ملكة جمال مراهقات بنسلفانيا الولايات المتحدة الأمريكية 2015                                                                              |
| رود آيلاند         | ماري مالوي           | 28 مايو 2023   | 26    | كمبرلاند       |                                           | سابقًا ملكة جمال مراهقات رود آيلاند الولايات المتحدة الأمريكية 2015                                                                             |
| كارولاينا الجنوبية | كيربي إليزابيث سيلف  | 04 مارس 2023   | 21    | غرينوود        | أفضل 20                                   | سابقًا ملكة جمال مراهقات كارولاينا الجنوبية الولايات المتحدة الأمريكية 2018 الوصيفة الأولى في ملكة جمال مراهقات الولايات المتحدة الأمريكية 2018 |
| داكوتا الجنوبية    | امبير هولس           | 11 يونيو 2023  | 23    | هت سبرينغز     |                                           | سابقًا ملكة جمال داكوتا الجنوبية 2019 وملكة جمال داكوتا الجنوبية 2020.                                                                          |
| تينيسي             | ريغان رينغلر         | 11 مارس 2023   | 25    | ناشفيل         |                                           | |
| تكساس              | لوفيا ألزيت          | 15 يوليو 2023  | 26    | هيوستن         | الوصيفة الرابعة                           | |
| يوتا               | نويليا فويت          | 08 يوليو 2023  | 23    | بارك سيتي      | ملكة جمال الولايات المتحدة الأمريكية 2023 | |
| فيرمونت            | جينا هوليت           | 26 مارس 2023   | 20    | بريدبورت       |                                           | ملكة جمال مراهقات فيرمونت الولايات المتحدة الأمريكية 2019                                                                                      |
| فرجينيا            | اشلي ويليامز         | 30 أبريل 2023  | 24    | ريستون         | أفضل 20                                   | |
| واشنطن             | سامانثا غاليا        | 13 نوفمبر 2022 | 24    | سياتل          | أفضل 20                                   | |
| فيرجينيا الغربية   | نافياه هارمون        | 04 يونيو 2023  | 21    | تشارلستون      |                                           | |
| ويسكونسن           | أليكسيس لومانز       | 07 مايو 2023   | 21    | واناكي         | الوصيفة الثانية                           | ملكة جمال مراهقات ويسكونسن الولايات المتحدة الأمريكية 2018                                                                                     |
| وايومنغ            | بيك بريدجر           | 13 مايو 2023   | 27    | شيريدان        |                                           | سابقًا ملكة جمال وايومنغ 2018 |